# Hèrmies Sozomen
Salamini Hermies Sozòmenos o Salamanes Hermies Sozomen (en llatí Salaminius Hermeias Sozomenus o Salamanes Hermeias Sozemenus, en grec Σαλαμάνης Ἑρμείας Σωζόμενος) (vers 400-450) fou un historiador de l'església.
Va néixer probablement a Betel al territori de Gaza a Palestina. El seu avi va ser el primer de la seva família que es va fer cristià, influenciat per un monjo de nom Hilarió que va foragitar un dimoni del cos d'una persona del seu mateix poble, que havia recorregut en va a diversos exorcistes jueus. Aquest avi, i alguns parents seus, va fugir de Betel en temps de l'emperador Julià l'Apòstata per temor a la reacció violenta dels pagans contra els cristians, però després va tornar. Era un expert en la interpretació de les Escriptures i molt apreciat a Gaza i a Ascaló.
Sozomen va ser educat a Betel com es dedueix dels seus escrits i per la seva amistat amb membres de la família d'Alafió que fou el primer que va construir esglésies i monestirs a la regió de Betel i es destacaven per la seva santedat.
Després va anar a Beirut on va estudiar dret civil. I va residir a Constantinoble on feia d'advocat. Exercint aquesta professió va escriure la seva història. La seva vida posterior és desconeguda i s'esmenta per darrera vegada el 443 i probablement era viu encara el 446.
L'única obra que se li coneix és la Εκκλησιαστική Ιστορία, Historia Ecclesiastica. Està desenvolupada en nou llibres i pretenia arribar fins al 439, en temps de Valentinià III. La versió que es conserva arriba només fins al 423, quan mor l'emperador Flavi Honori, però no se sap si per no haver-la acabat o per què se n'ha perdut una part. Els dos primers llibres relaten el regnat de Constantí I el Gran (el primer acaba al concili de Nicea I i el segon comença amb el descobriment de la creu de Crist a Jerusalem per Helena, la mare de Constantí; els dos llibres següents són els regnats dels fills de Constantí: Flavi Claudi Constantí, Flavi Juli Constant i Constanci II; el cinquè és la revolta de Julià, la mort de Constanci i la seva pujada al tron; la invasió de Pèrsia per Julià, i els regnats de Jovià i Valentinià I formen el llibre sisè; el regant de Teodosi I el Gran és el llibre setè; el vuitè correspon al regnat d'Arcadi; i el novè al regnat de Teodosi II el Jove.
L'estil de Sozomen és considerat molt bo i fins i tot superior al seu contemporani Sòcrates Escolàstic (segon Foci) que igualment va escriure una història que va acabar el 439. Sozomen va focalitzar més en afers religiosos, i vides i detalls dels anacoretes als que admirava. Encara que l'obra està escrita com una història de l'església, és interessant per les aportacions als conflictes bèl·lics i polítics que descriu, sobretot en el llibre novè.
Com que Sòcrates Escolàstic i Hèrmies Sozomen eren contemporanis, i van escriure sobre el mateix tema acabant tots dos en el mateix període, s'ha discutit si es van explicar el pla de l'obra i si algú va copiar de l'altre, i en aquest cas qui de qui. Els estudiosos creuen que el primer en publicar l'obra va ser Sòcrates, i que Hèrmies Sozomen en va copiar moltes parts o les va prendre prestades. Els autors antics donaven preferència a Sòcrates, però Sozomen fa aportacions valuoses de les que l'altre autor no en parla, sobretot dona notícies d'anacoretes i sants, dels que en devia ser un gran admirador.